# Dino Gillarduzzi
Dino Gillarduzzi (Cortina d'Ampezzo, 15 ottobre 1975) è un ex pattinatore di velocità su ghiaccio italiano naturalizzato tedesco.

## Biografia
Nato nel 1975 a Cortina d'Ampezzo, in provincia di Belluno, è figlio di Guido Gillarduzzi, anche lui pattinatore di velocità su ghiaccio, partecipante alle Olimpiadi di Grenoble 1968.
A 26 anni ha partecipato ai Giochi olimpici di Salt Lake City 2002, sia nei 500 m, nei quali è arrivato 30º con il tempo totale di 1'12"69, sia nei 1000 m, dove si è piazzato 36º in 1'10"96.
Nello stesso anno, dopo essere stato escluso dalla squadra italiana, è passato a rappresentare la Germania, arrivando 25º ai Mondiali di sprint 2006.
Ha chiuso la carriera nel 2006, a 31 anni.